# Kołaczek (Mazovie)
Pour les articles homonymes, voir Kołaczek.
Kołaczek (prononciation : [kɔˈwat͡ʂɛk]) est un village polonais de la gmina de Jaktorów dans le powiat de Grodzisk Mazowiecki de la voïvodie de Mazovie dans le centre-est de la Pologne.
Le village possède approximativement une population de 35 habitants.

## Histoire
De 1975 à 1998, le village appartenait administrativement à la voïvodie de Skierniewice.